# Waldfrevel
Waldfrevel oder Forstfrevel war in Österreich und Deutschland das Betreten, die Beschädigung des Waldes und die Holzernte durch nicht berechtigte Personen in einem in Privatbesitz stehenden Wald. Er wurde nach dem Forststrafrecht meist durch Strafgelder, aber auch durch Arreststrafen, Züchtigung, Zwangsarbeit, Zuchthaus oder Landesverweisung geahndet.

## Deutschland
Zu den Tatbeständen des Waldfrevels gehörten alle beschädigenden Entwendungen aus dem Forst. Das bloße Entwenden von Objekten aus dem Wald ging dabei meist einher mit Beschädigungen des Waldes beziehungsweise mit einem Nachteil für die Entwicklung des Waldes. Zu den häufigsten Waldfreveln gehörte das Entwenden von jungen Baumgewächsen, um damit Getreide zu binden. Ebenfalls wurde das Sammeln von Brennholz, Laub, Harzen und Waldfrüchten nicht nur als reine Entwendung angesehen, sondern auch als schädlich für den Fortbestand des Waldes.

## Österreich
In Österreich wurden die Rechtsgrundsätze beziehungsweise die gesetzlichen Vorschriften über die Bestrafung des Straftatbestandes Waldfrevel erst während der Regierungszeit von Bundeskanzler Bruno Kreisky durch die Öffnung aller Wälder für die Bevölkerung abgeschafft. Der Straftatbestand der Wilderei bleibt gemäß § 137 und § 138 öStGB weiterhin strafbar. Die Holzernte durch nicht berechtigte Personen ist ebenfalls als Eigentumsdelikt strafbar.